# MSC-Daniela-Typ
Die Schiffe des MSC-Daniela-Typs zählen zu den ULCS-Containerschiffen.

## Geschichte
Die im Jahr 2006 georderte Baureihe wurde von Ende 2008 bis Ende 2010 von der in Geoje, Südkorea ansässigen Werft Samsung Heavy Industries abgeliefert. Auftraggeber der Baureihe ist die Reederei Mediterranean Shipping Company aus Genf. Auch die Ende 2009 an die Reederei CMA CGM gelieferte CMA CGM Christophe Colomb gehört zum gleichen Schiffstyp.

## Technik
Vordergründig ist zum einen die Größe der Doppelhüllenschiffe; Sie zählen (2010) zu den größten Containerschiffen weltweit. Schiffbaulich auffallender sind aber eine Reihe von Innovationen und Details, insbesondere im Sinne des Umweltschutzes in der Seeschifffahrt. So ist das Deckshaus, anders als bei der Mehrzahl der herkömmlichen Containerschiffe, weit vorne angeordnet, was einen verbesserten Sichtstrahl und somit höhere vordere Decksbeladung ermöglicht. Unterhalb des Aufbaus sind unter anderem die Bunkertanks angeordnet, um neueste MARPOL-Vorschriften zu erfüllen. Herausstechend ist auch die leistungsfähige Antriebsanlage mit dem so weit wie möglich achtern angeordneten Zweitakt-Diesel-Hauptmotortyp MAN B&W 12K98MC-C. Die Laderäume der Schiffe werden mit Pontonlukendeckeln verschlossen. Die Schiffe haben eine maximale Containerkapazität von 13.800 TEU, bei einem durchschnittlichen Containergewicht von vierzehn Tonnen verringert sich die Kapazität auf etwa 10.640 Einheiten. Weiterhin sind 1000 Anschlüsse für Integral-Kühlcontainer vorhanden, von denen bis zu 900 auch bei Manöverfahrt weiterbetrieben werden können.

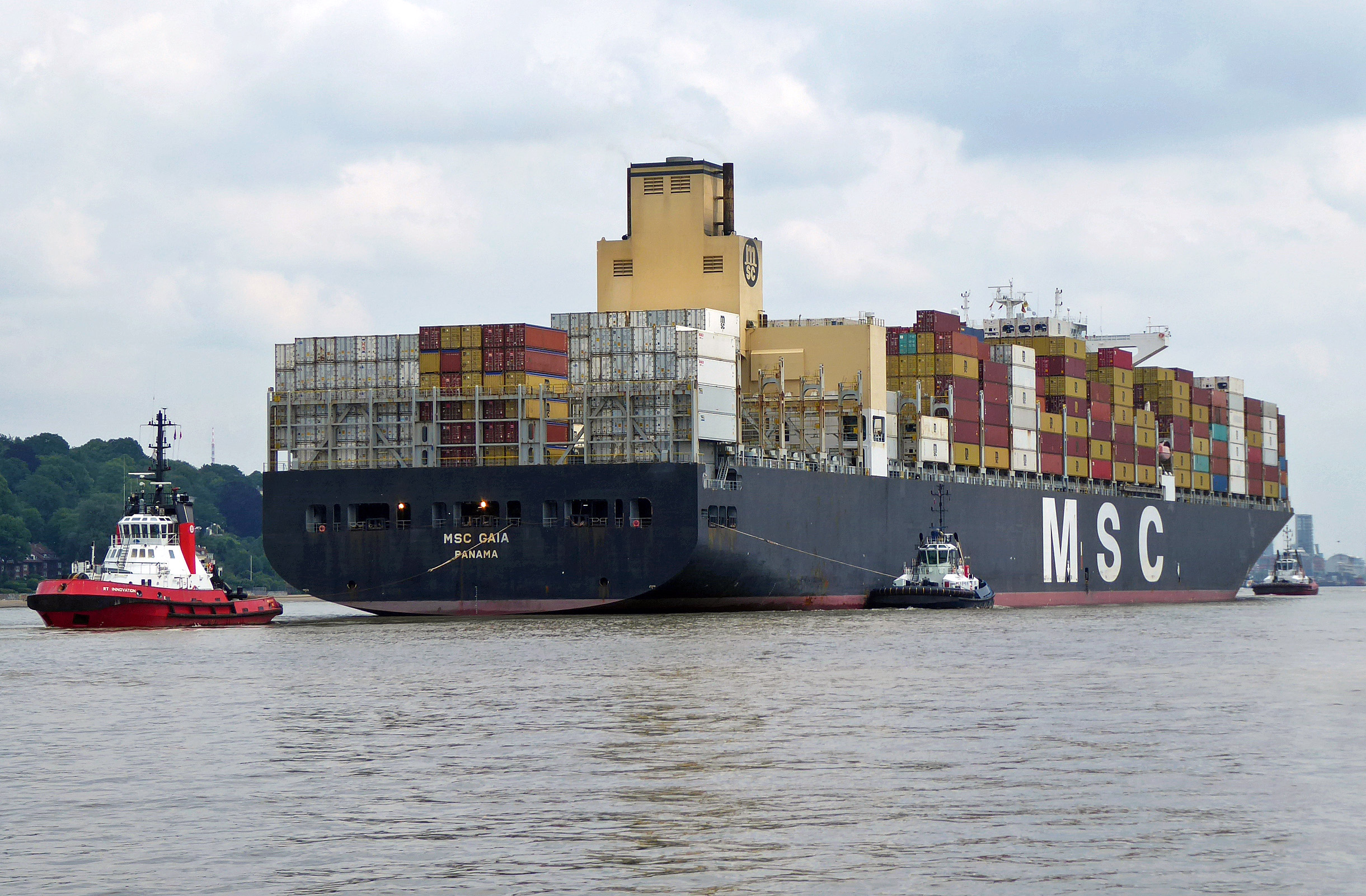
Heckansicht der MSC Gaia (2022)

## Die Schiffe
| Bauname      | Baunummer | IMO-Nummer | Fertigstellung     | Auftraggeber | Umbenennungen und Verbleib |
| ------------ | --------- | ---------- | ------------------ | ------------ | -------------------------- |
| MSC Daniela  | 1708      | 9399002    | 15. Dezember 2008  | MSC          | -                          |
| MSC Beatrice | 1709      | 9399014    | 4. März 2009       | MSC          | -                          |
| MSC Kalina   | 1710      | 9399026    | 15. Juni 2009      | MSC          | -                          |
| MSC Bettina  | 1711      | 9399038    | 8. Juli 2010       | MSC          | -                          |
| MSC Irene    | 1712      | 9399040    | 8. Juli 2010       | MSC          | -                          |
| MSC Emanuela | 1713      | 9399052    | 16. September 2010 | MSC          | -                          |
| MSC Eva      | 1714      | 9401130    | 16. September 2010 | MSC          | -                          |
| MSC Gaia     | 1715      | 9401142    | 11. Oktober 2010   | MSC          | -                          |

## Zwischenfälle
Ab 3. April 2017 brach an Bord der MSC Daniela vor Sri Lanka ein Feuer aus.